# Camellia grandibracteata
Camellia grandibracteata là một loài thực vật có hoa trong họ Theaceae. Loài này được H.T.Chang & al. mô tả khoa học đầu tiên năm 1983.